# Усть-Катавский вагоностроительный завод
АО «УКВЗ» — градообразующее предприятие, вагоностроительный завод в городе Усть-Катаве Челябинской области. С 1947 года и до конца XX века (до серии КТМ-8) трамваи завода производились под маркой КТМ, которая часто используется и при неофициальном обозначении последующих моделей, имеющих цифровые наименования по отраслевой нормали (напр., трамвай 71-619 также известен как КТМ-19 и т. д.). Принадлежит госкорпорации «Роскосмос» и АО «ОРКК».

## Металлургический завод
Предшественником современного предприятия считается железоделательный завод, вокруг которого возник Усть-Катав. Он был основан в 1758 году как совместное предприятие Я. Б. Твердышева и И. С. Мясникова. В XIX веке принадлежал потомкам последнего — князьям Белосельским-Белозерским (в частности, Эсперу и Константину).

## История

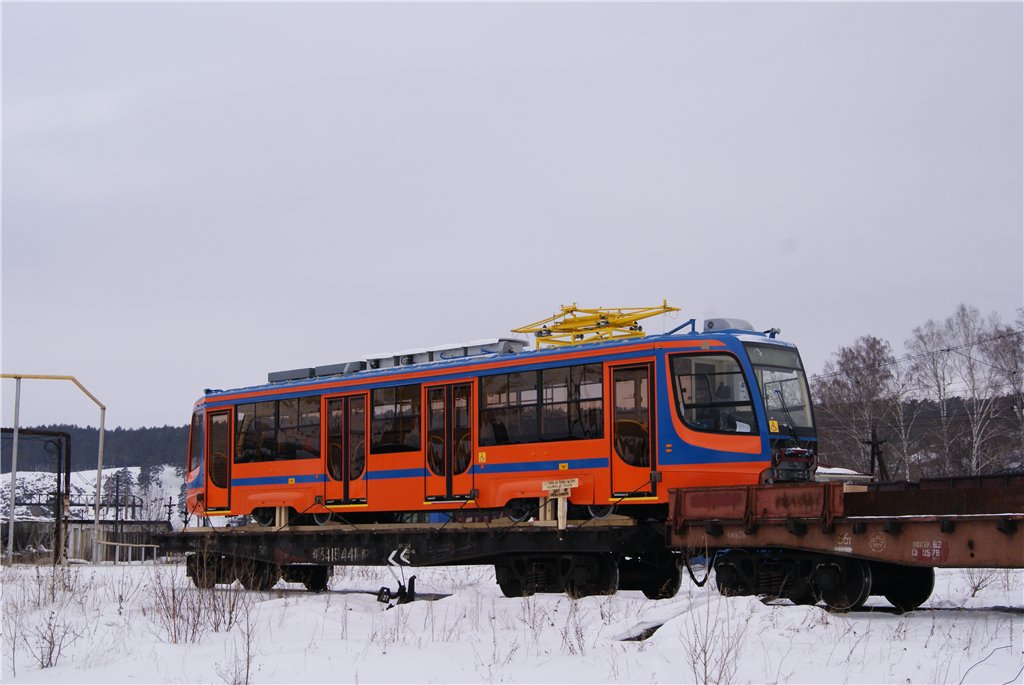
Трамвай 71-623 в Усть-Катаве, подготовленный для отправки в Пермь

Завод строит трамваи с 1901 года. Первый трамвай открытого типа был изготовлен для города Тифлиса. В 1960 году на предприятии создано специальное конструкторское бюро по проектированию трамвайного подвижного состава, которое разработало около 20 моделей трамвайных вагонов. Завод установил мировой рекорд по количеству произведённых вагонов одной модели (14 991 вагон модели КТМ-5М (71-605)).
Также с 1961 года на предприятии изготавливается космическая техника, в настоящее время — двигательные установки для пилотируемого корабля типа «Союз» и грузового корабля типа «Прогресс».
В настоящее время завод выпускает низкопольные трамвайные вагоны различных модификаций моделей 71-623 и 71-631. В 2006 году был выпущен первый частично низкопольный сочленённый трамвайный вагон 71-630 (поступил на испытания в Москву). В 2009 году выпущены два частично низкопольных односторонних односекционных вагона 71-623, которые поступили на испытание в Уфу и Нижний Новгород. В 2010 году трамваи этой модели поступили в Москву, Пермь, Нижнекамск и Краснодар. Завод выпускает также запасные части к выпускаемой трамвайной технике и производит сервисное техническое обслуживание трамваев.
Кроме трамваев, завод изготавливает газорегулирующее оборудование, трубопроводную арматуру, насосы, товары народного потребления.
В соответствии с Указом президента Российской Федерации от 11 июня 2011 г. № 772 и распоряжением правительства Российской Федерации от 7 июля 2011 г. № 1159-р, Федеральное государственное унитарное предприятие «Усть-Катавский вагоностроительный завод им. С. М. Кирова» преобразовано в филиал ФГУП «Государственный космический научно-производственный центр имени М. В. Хруничева».
3 февраля 2020 года официально завершилась процедура передачи имущественного комплекса Усть-Катавского вагоностроительного завода от ГКНПЦ им. М.В. Хруничева в АО «УКВЗ» (входит в структуру Объединённой ракетно-космической корпорации).

## Производимые трамвайные вагоны
| Наименование            | Годы выпуска | Количество           | Фото                   | Тип |         |
| ----------------------- | ------------ | -------------------- | ---------------------- | --- | ------- |
| MAN TRAM                | 1901–1910    | ?                    | Трамвай УКВЗ 1901 года | Открытый (без бортов), с жёсткими деревянными сиденьями и наружными подножками для прохода кондуктора «по салону». |         |
| Х/М                     | 1937–1941    | свыше 2000[уточнить] |                        | Мотор+прицеп |         |
| КТМ/КТП-1               | 1947–1961    | 2676                 |                        | Мотор+прицеп |         |
| КТМ/КТП-2               | 1961–1969    | 3239                 |                        | Мотор+прицеп |         |
| КТМ/КТП-3               | 1962         | 2                    |                        | Мотор+прицеп, опытный |         |
| КТМ-4С                  | 1964         | 0                    |                        | Неосуществлённый проект сочленённого вагона |         |
| КТМ-5, все модификации  | 1963–1997    | больше 15000         |                        | Из них: |         |
| КТМ-5                   | 1963         | 10                   |                        | Прототип с круглым кузовом |         |
| КТМ-5С                  | 1965         | 0                    |                        | Неосуществлённый проект сочленённого вагона |         |
| 71-605                  | 1971–1992    | 10155                |                        | Металлический кузов. Самая многочисленная серия трамвайных вагонов в мире. |         |
| 71-605А                 | 1989–1992    | 1316                 |                        | Модернизированная модификация 71-605 с электронным статическим преобразователем, люминесцентным освещением салона и усовершенствованным сцепным прибором.                                                                   |         |
| 71-606                  | 1976         | 2                    |                        | Опытный высокопольный четырёхосный вагон |         |
| 71-607                  | 1980         | 0                    |                        | Неосуществлённый проект вагона для скоростных линий |         |
| КТМ-8, все модификации  | 1988–2007    | 1536                 |                        | Производились с 1988 по 2007 годы, но с 2004 года по настоящее время производятся вагоны первой необходимости | Из них: |
| 71-608                  | 1988         | 2                    |                        | Опытные вагоны с ТИСУ, эксплуатировались до 2007 года |         |
| 71-608К                 | 1991–1994    | 897                  |                        | Реостатно-контакторный привод |         |
| 71-608КМ                | 1994–2007    | 579                  |                        | Уменьшенного габарита для старых московских депо с кривыми малого радиуса. |         |
| 71-609                  | 1994         | 1                    |                        | Вагон 71-605 с ТИСУ "Динамо". Испытывался в Твери |         |
| 71-610                  | ?            | 0                    |                        | Проект вагона 71-608 с усовершенствованными тележками и модернизированной реостатно-контакторной системой управления |         |
| 71-611, 71-611П         | 1992, 1995   | 13                   |                        | Вагоны с дверями с обоих бортов для скоростного трамвая, в том числе моторные вагоны без кабины управления |         |
| 71-612                  | 1988         | 0                    |                        | Проект шестиосного трёхсекционного вагона |         |
| 71-613                  | ?            | ?                    |                        | Неосуществлённый проект |         |
| 71-614                  | 1995         | 0                    |                        | Проект прицепного вагона на базе 71-608 |         |
| 71-615                  | 1995–1997    | 11                   |                        | Вагоны для Пятигорска с тележками 1000 мм |         |
| 71-617                  | 1995–1999    | 12                   |                        | Стажёрский вагон на базе 71-608 |         |
| 71-618                  | 1997         | 0                    |                        | Проект зауженного вагона (вагон для европейской колеи 1435 мм)71-608 для Калининграда |         |
| 71-619, все модификации | 1996–2012    | 833                  |                        | Из них: |         |
| 71-616                  | 1996         | 2                    |                        | Опытные вагоны с ТИСУ, 2 в Москве. Один находится на Учебно-Курсовом Комбинате, кузов второго использован для учебного вагона 0205.                                                                                         |         |
| 71-619                  | 1998-1999    | 2                    |                        | Вагон с комплектом ТИСУ МРК-1 производства фирмы «Кросна» |         |
| 71-619К                 | 1999-2010    | 179                  |                        | Вагон с реостатно-контакторной системой управления |         |
| 71-619К-01              | 1999         | 1                    |                        | Опытный вагон с тележками двухступенчатого подвешивания типа «Меги» с установленным электронным табло «BUSE» и деревянными подоконниками. Единственный выпущенный экземпляр эксплуатировался в Казани                       |         |
| 71-619КС                | 2002, 2003   | 2                    |                        | Стажёрский вагон для Москвы, передан во Владивосток |         |
| 71-619КУ                |              | 17                   |                        | Зауженный вагон (вагон для европейской колеи 1435 мм) для Ростова-на-Дону |         |
| 71-619КТ                |              | 413                  |                        | Вагон с контакторно-транзисторной системой управления производства фирмы «Канопус» |         |
| 71-619КТ-01             |              | 5                    |                        | Модификация снабжалась тележками с двухступенчатым подрессориванием типа «Меги» |         |
| 71-619КТ-02             |              | 2                    |                        | Зауженный вагон (вагон для европейской колеи 1435 мм) для города Ростов-на-Дону |         |
| 71-619А                 |              | 140                  |                        | Оборудован асинхронным тяговым приводом. |         |
| 71-619А-01              |              | 68                   |                        | В отличие от 71-619А комплектовался тележками 608АМ.09.00.000, несколько вагонов было оборудовано тяговыми двигателями АТМ225М4У2                                                                                           |         |
| 71-620                  | 2000         | 0                    |                        | Неосуществлённый проект шестиосного сочленённого вагона на базе 71-619 |         |
| 71-621                  | 2000         | 1                    |                        | Укороченный вариант 71-619К для Москвы |         |
| 71-622                  | 2004         | 0                    |                        | Мини-версия 71-619. Проект является вымышленным, о производстве речи не шло. |         |
| 71-623, все модификации | с 2009       | 489                  |                        | Из них: |         |
| 71-623                  | 2009–2011    | 58                   |                        | Односекционный четырёхосный частично низкопольный односторонний вагон. |         |
| 71-623-01               | 2009–2011    | 23                   |                        | Односекционный четырёхосный частично низкопольный односторонний вагон. Отличается от 71-623.00 широкими 1-й и 4-й дверью.                                                                                                   |         |
| 71-623-02               | 2011–2020    | 158                  |                        | Односекционный четырёхосный частично низкопольный односторонний вагон. Отличается от 71-623.01 узкими 1-й и 4-й дверью. |         |
| 71-623-02-01            |              | 56                   |                        | |         |
| 71-623-02-02            |              | 30                   |                        | |         |
| 71-623-03               | 2015–2018    | 7                    |                        | Односекционный четырёхосный частично низкопольный двухсторонний вагон. Ранее имел название 71-624. |         |
| 71-623-03-01            |              | 6                    |                        | |         |
| 71-623-04               | с 2019       | 151                  |                        | |         |
| 71-625                  | 2013         | -                    |                        | Односекционный четырёхосный полностью низкопольный односторонний вагон. В силу коммерческого конфликта его проектная документация послужила началом модельного ряда «ПК Транспортные системы».                              |         |
| 71-628, все модификации | с 2021       | 279                  |                        | Из них: |         |
| 71-628                  | с 2021       | 41                   |                        | Односекционный четырёхосный низкопольный односторонний вагон. |         |
| 71-628М                 | с 2021       | 10                   |                        | Модернизированная версия 71-628 |         |
| 71-628-01               | с 2022       | 142                  |                        | Модифицированный 71-628 низкопольный односторонний вагон, электрооборудование ЗАО "АСК" |         |
| 71-628-02               | с 2023       | 86                   |                        | Модифицированный 71-628 низкопольный односторонний вагон, электрооборудование ЗАО "ЭПРО" |         |
| 71-630                  | 2006         | 1                    |                        | Сочленённый трёхсекционный частично низкопольный двухсторонний вагон (с двумя кабинами). |         |
| 71-631, все модификации | 2011-2019    | 44                   |                        | Из них: |         |
| 71-631                  | 2013-2017    | 17                   |                        | Сочленённый трёхсекционный частично низкопольный односторонний вагон (с одной кабиной). |         |
| 71-631-01               | 2011         | 8                    |                        | Сочленённый трёхсекционный частично низкопольный односторонний вагон (с одной кабиной). |         |
| 71-631-02               | 2012-2017    | 15                   |                        | Сочленённый трёхсекционный частично низкопольный двухсторонний вагон (с двумя кабинами). |         |
| 71-631-03               | 2019         | 4                    |                        | Рестайлинговая версия 71-631 для Краснодара. |         |
| 71-633                  | 2015, 2019   | 2                    |                        | Экспериментальный трёхсекционный полностью низкопольный трамвайный вагон. |         |
| 71-142                  | 2020         | 1                    |                        | Двухсекционный четырёхосный трамвайный вагон со 100 % уровнем низкого пола. Разработка ООО «ПТМЗ» (арендатор части офисов ОЭВРЗ и Невского завода электротранспорта ПК ТС), УКВЗ осуществляет техническую поддержку сборки. |         |
| 71-142.1                |              | 2                    |                        | |         |

## Современные трамвайные вагоны
| Наименование            | Годы выпуска | Количество | Фото | Примечания                                                                                               |
| ----------------------- | ------------ | ---------- | ---- | --- |
| 71-623-04               | с 2009       | >500       |      | Односекционный четырёхосный частично низкопольный вагон. ЭО "АСК" Модификация 71-623-04.01 - ЭО "Чергос" |
| 71-628, все модификации | с 2021       | 350        |      | Из них:                                                                                                  |
| 71-628                  | с 2021       | 41         |      | Первый полностью низкопольный вагон, выпущенный заводом. ЭО "Чергос"                                     |
| 71-628М                 | 2021-2022    | 10         |      | ЭО "Чергос"                                                                                              |
| 71-628-01               | с 2022       | 188        |      | ЭО "АСК"                                                                                                 |
| 71-628-02               | с 2023       | 105        |      | ЭО "ЭПРО"                                                                                                |
| 71-638-02 «Поларис»     | с 2024       | 4          |      | Шестиосный,сочленённый вагон для челночного движения                                                     |
| 71-639 «Кастор»         | с 2024       | 4          |      | Шестиосный, сочленённый вагон                                                                            |

На сайте завода в разделе продукция так же указан вагон 71-631. Однако последний раз вагоны такой модели производились в 2019 году.
Вагон этой модели, как и вагон 71-623 относятся к более старому поколению вагонов, в которых нет 100 % низкого пола, из-за чего можно предположить, что скоро эти вагоны перестанут производить.

## Перспективные разработки
| Наименование | Годы выпуска | Количество | Фото | Примечания                                                              |
| ------------ | ------------ | ---------- | ---- | ----------------------------------------------------------------------- |
| 71-665       | с 2025       | 1          |      | пятисекционный шестиосный трамвайный вагон со 100 % низким уровнем пола |

Вагон предполагается использовать для доставки людей к космодрому Восточный.